# 瓦尔盖斯泰什
瓦尔盖斯泰什，是匈牙利科马罗姆-埃斯泰尔戈姆州所辖的一个村。总面积12.04平方公里，总人口567，人口密度47.1人/平方公里（2011年1月1日）。